# Grand Tour (Statistik)
Die Grand Tour ist ein Verfahren zur explorativen Analyse hochdimensionaler multivariater Daten, das zuerst von Daniel Asimov beschrieben wurde. Es wurde dann von ihm und Andreas Buja weiterentwickelt.

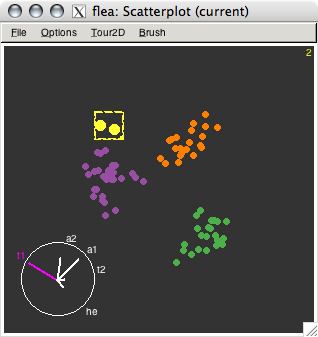
Dargestellt ist eine Projektion einer Grand Tour durch Daten mit sechs Dimensionen. Drei Cluster sind erkennbar. Die Abbildung wurde mit GGobi erstellt, zwei Punkte als Ausreißer gelb markiert.

In der Grand Tour stellt man die Datenpunkte als Streudiagramm reduziert auf jeweils zwei oder drei Dimensionen dar und dreht die Darstellung nacheinander um jeweils eine der Achsen. Nach dem Durchgang durch die drei Drehungen wird eine der noch nicht untersuchten Dimensionen hinzugenommen, dafür eine bereits betrachtete weggelassen und dieser um die Achsen gedreht und so fort, bis alle Dimensionskombinationen unter allen Betrachtungswinkeln durchlaufen sind. Auf diese Weise bekommt der Betrachter die Punktwolke unter jedem möglichen Winkel und von allen Seiten zu sehen.
Der Vorteil dieser Methode ist, dass es schnell möglich ist, sich über die Struktur der Daten ein intuitives Bild zu machen und auch nichtlineare Zusammenhänge zu erkennen, die mit klassischen, schematischen multivariaten Methoden wie Varianzanalyse oder Clusteranalyse übersehen worden wären.
Mathematisch gesehen werden die Datenpunkte auf Hyperebenen mit jeweils zwei oder drei Dimensionen projiziert und nacheinander jede mögliche solche Projektion durchlaufen.
Die Grand Tour ist deshalb mit dem Verfahren Projection Pursuit verwandt.
Dass es ausreicht, viele niedrigdimensionale Projektionen der Daten anzuschauen um die multivariate Verteilung zu verstehen, wird durch den Satz von Cramér-Wold gesichert.